# Stelling van Brianchon

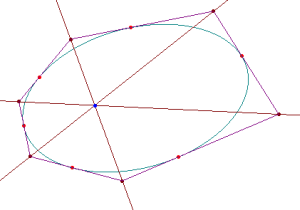
Stelling van Brianchon

Randgeval van de stelling van Brianchon

De stelling van Brianchon, genoemd naar de Franse wiskundige Charles Julien Brianchon (1783–1864), is een stelling in de meetkunde over kegelsneden.
In een convexe zeshoek snijden de drie diagonalen  tussen twee tegenoverliggende hoekpunten van de zeshoek elkaar dan en slechts dan in een punt, als de zes zijden raaklijnen zijn aan een kegelsnede.
Het snijpunt van de diagonalen wordt het Brianchonpunt genoemd. De duale versie van de stelling van Brianchon is de stelling van Pascal.
De stelling blijft geldig in allerlei randgevallen die ontstaan door twee naast elkaar liggende raaklijnen te laten samenvallen. Hun snijpunt is dan het raakpunt aan de kegelsnede. Drie paren van de raaklijnen zijn in de figuur hiernaast samengevallen en de zeshoek {\displaystyle P_{1}P_{2}P_{3}P_{4}P_{5}P_{6}} is tot een driehoek verworden. {\displaystyle P_{2},P_{4}} en {\displaystyle P_{6}} liggen op een ellips.
- MathWorld. Brianchon's Theorem.